# Amplificator GSM

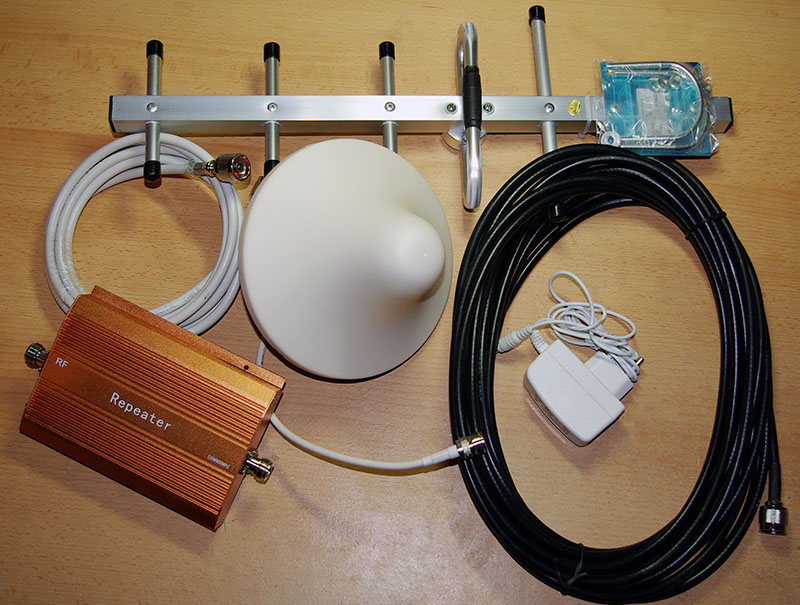

Amplificatorul sau repetorul GSM este un dispozitiv de amplificare bidirecțională a semnalului GSM ce permite îmbunătățirea semnalului pe o anumită suprafață (depinde de câștigul acestuia și de puterea maximă de ieșire).
Repetoarele GSM pot veni în seturi complete ce conțin: amplificator de semnal, antenă donor (montată în exterior), antenă interioară
de retransmitere și accesorii (cabluri, mufe, opțional distribuitoare). Aceste seturi sunt destinate spațiilor mici de tip apartamente, vile sau spații comerciale.
Amplificatoarele  retransmit semnalele celulare  din exteriorul clădirii  spre interiorul ei. Sistemul utilizează o antenă externă pentru a colecta semnalul celular, care este direcționat prin cablul coaxial  spre  amplificator. Acesta amplifică semnalul și îl retransmite pe plan local, printr-o antenă secundară instalată în zona fără acoperire a semnalului . Modelele recente de amplificatoare permit folosirea mai multor telefoane, modem internet, carduri de date, toate simultan, deci sunt potrivite pentru utilizarea în spații aglomerate, spații comerciale, birouri, precum și utilizarea lor pentru acasă.
Componentele tipice ale ansamblului de amplificare GSM
Antena externă 
Soluțiile profesionale deobicei nu includ și o antenă donor. Aceasta se alege în urma inspecției amănunțite a locației în care se va instala repetorul. De recomandat sunt antenele direcționale tip yagi sau logaritmice. Direcționalitatea acestora permite selectarea spre amplificare doar a semnalelor dorite. Pentru rezultate optime se recomandă fixarea antenei pe o celulă cât mai îndepărtată (pentru a nu suprapune semnalul deja existent în spațiu cu un semnal mai puternic și defazat) și obținerea unui semnal cu cel puțin 5 dB mai puternic față ce celelalte celule recepționate (astfel telefoanele din interior nu vor avea tendința de a sări de la o celulă la alta din cauza nivelului de semnal asemănător).
- Antene omnidirecționale sau baston, prezintă un câștig uniform în toate direcțiile. Aceste antene nu sunt recomandate pentru repetoarele fullband din cauza recepției mai multor turnuri acestea pot crea probleme. Acestea sunt potrivite pentru a fi folosite în interiorul clădirii pentru distribuția semnalului.
- Antene direcționale (logaritmice sau yagi), sunt de preferat pentru captarea semnalului, acestea au un câștig deobicei mai mare (în funcție de lungime) și sunt foarte directive. Directivitatea permite alegerea celulei dorite în medii urbane și obținerea unui semnal mai puternic în zonele cu semnal slab.

- Antene panou sunt

varianta de compromis între primele doua tipuri de antene fiind folosite
deobicei la interior pentru distribuția semnalului.
Amplificatorul GSM
Amplificatorul Gsm reprezintă un dispozitiv electronic independent, folosit în  amplificarea  bidirecțională a semnalului  dintr-o captură externă și redistribuirea lui către o sursă de emisie/recepție interioară. Exista numeroase tipuri de amplificatoare, construite după caracteristicile benzii de emisie  a  fiecărui operator de telefonie mobilă în funcție de lățimea de banda în care se emite. Acestea pot fi selective amplificând  transmisia celulară a unui singur operator sau cumulative amplificând simultan toți operatorii care emit în lățimea de banda respectivă. Noile generații de amplificatoare sunt aproape fară excepție de tip cumulativ. De asemenea amplificatoarele pot fi de tip monoband (amplifică o singură lățime de bandă celulară ) sau multiband ( amplifica simultan diferite lățimi de bandă celulară) .
Pentru România operatorii de servicii mobile emit în următoarele benzi de radio frecventă digitală:
- ORANGE,VODAFONE celule urbane ,în sistem 4G - LTE 800  LTE 2600
- ORANGE,VODAFONE celule urbane și rurale,în sistem  Voce/CSD/GPRS/EDGE, standard de emisie GSM 900
- ORANGE,VODAFONE celule urbane și rurale; în sistem 3G/3G+/H/H+, standard de emisie WCDMA/UMTS 900
- ORANGE,VODAFONE,COSMOTE,DIGI,ZAPP celule urbane; în sistem 3G/3G+/H/H+ standard de emisie WCDMA/UMTS 2100
- COSMOTE — celule urbane și rurale; în sistem  Voce/GPRS/EDGE, standarde de emisie  DCS 1800 și EGSM 900

- ROMTELECOM — celule urbane și rurale; în sistem Voce/CDMA1x/EVDO, standard de emisie CDMA 425
- RADIOCOM - celule urbane și rurale cu  acoperire nationala;   2K Telecom si  Necc Telecom - cu acoperire locala.   standard de emisie  WiMAX 3,6 - 3,8 Ghz  si teste la 5 Ghz

nota:  din 24 martie 2013, serviciul ZAPP in banda CDMA 450 se desființează
Lățimi de bandă Celulară valabile pe teritoriul României
Standarde de Emisie CDMA 425   -   Uplink 410.0-415.0(MHz)  / Downlink 420.0-425.0(MHz)
Standarde de Emisie CDMA 450   -   Uplink 450.4–457.6(MHz)  / Downlink 460.4–467.6(MHz)***
Standarde de Emisie GSM 900   -   Uplink 890.0–915.0(MHz)  / Downlink 935.0–960.0(MHz)
Standarde de Emisie WCDMA/UMTS 900   -   Uplink 880.0–915.0(MHz)  / Downlink 925.0–960.0(MHz)
Standarde de Emisie EGSM 900   -   Uplink 880.0–915.0(MHz)  / Downlink 925.0–960.0(MHz)
Standarde de Emisie DCS 1800   -   Uplink 1710.2–1784.8(MHz)/ Downlink 1805.2–1879.8(MHz)
Standarde de Emisie WCDMA/UMTS 2100   -   Uplink 1920.0–1980.0(MHz)/ Downlink 2110.0-2170.0(MHz)
Standarde de Emisie 4G  LTE 800   -  Uplink / Downlink  790-862 MHz.
Standarde de Emisie 4G  LTE 2600  -    teste
Standarde WiMAX in benzile 2,6-2,8 si 5 ghz - acoperire locala
Antena Interioară
Se instalează în interiorul imobilelor acolo unde nu exista acoperire celulară.  Au diverse forme și dimensiuni, dar în esență toate au același rol, anume de a distribui semnalul amplificat și de a capta semnalul terminalelor mobile interioare.
Accesorii Amplificator
- Cablul coaxial RF impedanța 50 Ohmi, se recomanda utilizarea cablurilor low-loss RF240 sau H155, care prezintă o atenuare mai mică la frecvențele de 900 MHz. Evitați utilizarea cablului de 75 de ohmi și a cablului RG58.
- Adaptoare și mufe de conexiune
- Distribuitoare, pentru instalațiile cu mai multe antene de interior. Nu se vor folosie niciodată mai multe antene de exterior.

Principii, reguli de utilizare și funcționare ale amplificatoarelor GSM
Din punct de vedere legal, nu există restricții în cadrul Uniunii Europene cu privire la utilizarea amplificatoarelor celulare în scop personal și necomercial. Singurele  reglementări acceptate  de ANCOM  sunt cele stabilite de standardele  ETS300 609-4 ,GB6993-86  privind compatibilitatea și emisia electromagnetică în spațiul comunitar.
Instalarea și punerea în folosință a dispozitivelor de amplificare GSM trebuie să respecte următoarele reguli esențiale:
- amplificatorul trebuie să respecte standardele ETS300 609-4, GB6993-86
- instalarea amplificatorului potrivit pentru gama de frecvență a operatorului GSM respectiv
- existența semnalului exterior ce urmează a fi amplificat
- distanța de maxim 25 Km față de turnul de emisie al operatorului GSM
- izolarea RF intre antena exterioară de captura  și antena interioara de distribuție se face după regula: puterea de amplificare a dispozitivului amplificator + 15 db
- cablajul aferent instalării sistemului trebuie poziționat pe cât posibil în linii drepte, se evită cablurile în spirală, circulare sau deformate